# Ursula Andress
Ursula Andress (født 19. marts 1936) er en schweizisk skuespillerinde født i Ostermundigen, Bern, Schweiz.
Hun blev berømt for scenen i James Bond-filmen Dr. No (1962), hvor hun dukker op af vandet iført en hvid bikini.

## Familie
Hendes yngre søster Kàtey Andress forsøgte at starte en modelkarriere – dog uden held.
Gift med og skilt fra:
- John Derek (1957-1966)

Levede med:
- Harry Hamlin (1978-1982)

Lever nu med:
- Lorenzo Rispoli (1983-)

## Film
- 1962 Dr. No
- 1963 Fun In Acapulco, (dansk titel: Sjov i Acapulco, med Elvis Presley i hovedrollen)
- 1967 Casino Royale